# Ley del más fuerte
La ley del más fuerte es un aforismo sobre el origen de la moral, con un sentido a la vez descriptivo y prescriptivo. 
Descriptivamente, afirma que la visión de la sociedad sobre el bien y el mal viene determinada por aquellos que ostentan el poder, con un significado similar a "La historia la escriben los vencedores". Es decir, aunque todas las personas tienen sus propias ideas sobre el bien, solo las personas lo suficientemente fuertes como para superar obstáculos y enemigos pueden poner en práctica sus ideas e imponer sus propios estándares a la sociedad en su conjunto. Montague, siguiendo al filósofo anarquista Kropotkin definió la kratocracia o kraterocracia (del griego κρατερός krateros, que significa "fuerte") como un gobierno basado en el poder coercitivo, por aquellos lo suficientemente fuertes como para tomar el control a través de la violencia física o la manipulación demagógica. 
"La ley del más fuerte" ha sido descrito como el credo de los regímenes totalitarios. El sociólogo Max Weber analizó las relaciones entre el poder del estado y su autoridad moral en Economía y Sociedad. Los estudiosos del movimiento realista de política internacional usan la frase para describir el "estado de la naturaleza" en el que el poder determina las relaciones entre los estados soberanos.
Prescriptivamente (o normativamente), la frase se usa a menudo de forma peyorativa, para protestar contra lo que se percibe como una tiranía.  
La frase también puede tener una connotación positiva en el contexto de la moral de amos o el darwinismo social, que sostienen que los miembros más fuertes de una sociedad deben gobernar y establecer los estándares de lo correcto y lo incorrecto, así como sus objetivos para el bien común.

## Historia
La idea del "ay de los vencidos" se expresa de manera muy gráfica en Homero, en la parábola del halcón de los Trabajos y días de Hesíodo, y en Tito Livio, en la que se registra por primera vez la expresión latina equivalente "vae victis". 
La idea, aunque no su redacción, se ha atribuido a la Historia de la guerra del Peloponeso del historiador Tucídides, quien afirmó que "lo correcto, según el mundo, es solo una cuestión entre iguales en poder, mientras que los fuertes hacen lo que pueden y los débiles sufren lo que deben".
En el primer capítulo de la República de Platón, Trasímaco afirma que "la justicia no es más que el interés del más fuerte", que Sócrates luego disputa. Calicles en Gorgias argumenta de manera similar que los fuertes deben gobernar a los débiles, como derecho conseguido por su superioridad.
El uso más comúnmente citado de "la ley de más fuerte" en inglés se remonta a 1846 por el pacifista y abolicionista estadounidense Adin Ballou (1803-1890), que escribió: "Pero ahora, en lugar de discusión y argumentación, la fuerza bruta surge al rescate del error incómodo, y aplasta la verdad y el derecho convirtiéndolos en polvo. "La ley del más fuerte", y la vieja locura se tambalea en su demente carrera escoltada por ejércitos y marinas". (Christian Non-Resistance: In All Its Important Bearings, Illustrated and Defended, 1846). 
El discurso de la campaña de la Unión Cooper de Abraham Lincoln (1860) invierte la frase: "Tengamos fe en que el derecho rige sobre el poder y, con en esa fe, atrevámonos, hasta el final, a cumplir con nuestro deber tal como lo entendemos". Habló en defensa del compromiso neutral con los esclavistas, en contra de la confrontación violenta. 
Montague acuñó el término Kratocracia, del griego κρατερός krateros, que significa "fuerte", para el gobierno de aquellos que son lo suficientemente fuertes como para tomar el poder a través de la fuerza o la astucia.
En una carta a Albert Einstein de 1932, Sigmund Freud también explora la historia y la validez de "la ley del más fuerte".